# جیووانی گاروفانی
جیووانی گاروفانی (انگلیسی: Giovanni Garofani؛ زادهٔ ۲۰ اکتبر ۲۰۰۲) بازیکن فوتبال است.
وی همچنین در تیم‌های ملی فوتبال زیر ۱۶ سال ایتالیا، زیر ۱۷ سال ایتالیا، و زیر ۲۰ سال ایتالیا بازی کرده‌است.